# Gestion de la capacité

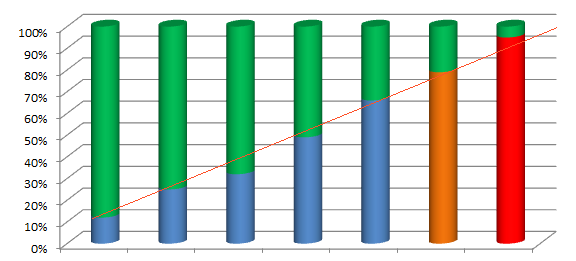
Graphique d'évolution d'une ressource dans le temps avec projection de la tendance

La gestion de la capacité est un enjeu majeur des directions informatiques qui ont mis en place une gestion des services.
L'objectif de la gestion de la capacité est de garantir que l'infrastructure informatique est fournie au bon moment, au bon prix et en quantité adéquate pour que la qualité de service réponde aux besoins métiers.

## Niveaux de gestion de capacité
Dans un cadre ITIL, la gestion de la capacité se décline en trois sous-processus, :
- Gestion de la capacité des ressources (RCM) ;
- Gestion de la capacité des services (SCM) ;
- Gestion de la capacité business (BCM).

La gestion de capacité des ressources consiste à surveiller l'évolution du taux d'utilisation des ressources (charge processeur, occupation mémoire, niveau d'entrées et sorties…) afin d'anticiper les ajustements d'infrastructure avant de se trouver confronté à des dégradations de performances. La gestion de capacité ressources fait abstraction du contenu fonctionnel (Mesures applicatives). La gestion de capacité des services mesure le niveau de performance du service (typiquement le temps de réponse) et le compare aux exigences du contrat de service. La gestion de capacité « business » se focalise sur les futurs besoins des utilisateurs (Objectifs métiers) et fait en sorte que l'énergie informatique soit livrée aux meilleurs coûts et au moment opportun (D'où la notion de planning).

## Activités de gestion de capacité
Les principales activités du processus de gestion de la capacité sont décrites ci-dessous : 
- Collecte de mesures système et applicatives ;
- Production d'indicateurs, définition des seuils, élaboration de tableaux de bord périodiques et récurrents ;
- Suivi des demandes en ressources informatiques hors projet ;
- Modélisation des systèmes par recherche de corrélations,
- Production du plan de capacité périodique (Mensuel, trimestriel) en vue de préparer les investissements ou les plans d'économies sur infrastructure.

## Indicateurs de capacité
Les indicateurs de capacité sont les indicateurs utilisés dans un ou plusieurs des trois sous-processus de la gestion de capacité. L'un des grands enjeux de la gestion de la capacité est d'établir les corrélations entre ces indicateurs, pour que les prévisions réalisées permettent d'anticiper les achats ou à contrario de faire des économies sur les surdimensionnements. Les corrélations sont recherchées au sein de l'activité de modélisation, à l'aide d'outils mathématiques reposant principalement sur la théorie des files d'attente (Voir les travaux de Jeffrey Buzen) et/ou sur la loi de Little. Ce type d'approche est appelé modélisation analytique.

## Outils
- DC Scope de Easyvirt[3]
- VROPS (anciennement VCOPS) de VMware
- Omnivision de Axway (anciennement Systar)
- TrueSight Capacity Optimization de BMC
- Sysload d'Orsyp
- Zabbix (open source)
- Zenoss
- TeamQuest
- Idera
- zACP (zEriodes)
- Klaro Cards[4]